# Гориле
Гориле (лат. Gorilla) су највећи од свих данашњих примата и насељавају прашуме Африке. Подељене на две врсте: источне (Gorilla beringei) и западне (Gorilla gorilla) гориле. Њихов ДНК је у 97–98% идентичан човечијем и после две врсте шимпанзе је најближа жива врста слична човеку.

## Име
1847. године, амерички доктор и мисионар Томас С. Севиџ (Thomas S. Savage) први је описао западног горилу (он ју је назвао Troglodytes gorilla) из добијених узорака у Либерији. Име је изведено од грчке речи Gorillai („племе длакавих жена“) које је описао истраживач Ханон Морепловац, картагински морепловац и могући посетилац области која је касније постала Сијера Леоне, око 480. године пре нове ере.

## Распрострањеност
Гориле су становници тропских кишних шума у екваторијалном делу Африке. Западни низијски горила живи на подручју које се простире од југоистока Нигерије преко Екваторијалне Гвинеје и Габона до Републике Конго. Источни низијски горила настањује источни део Демократске Републике Конго. Брдске гориле живе на обронцима вулкана Вирунга и брдима Бвинди у граничном подручју између Уганде, Руанде, Заира и Демократске Републике Конга.

## Физичке особине
Одрасли мужјаци су висине од 175-185 cm и масе од 140 до 220 kg. Одрасле женке су обично дупло мање од мужјака са сребрним леђима, масе просечно 100 kg и висине су до 140 cm. Забележено је у дивљини да је мужјак са сребрним леђима био висок преко 200 cm и тежак 295 kg. Неке гориле у зоолошким вртовима су достизале тежину и до 310 kg.
Бременитост траје осам и по месеци. Женка рађа отприлике на сваких 3 до 4 година. Младунче се рађа тешко око 2 килограма. Млади остају с мајком 3-4 године. Женке са 10-12 година достижу полну зрелост (и раније у заточеништву), док мужјаци са 11-13 године. Животни век је између 30 и 50 година. Горила по имену Маса из Филаделфијског зоолошког врта имао је 54 година када је угинуо – он је био најстарији од свих горила.
Гориле су сваштоједи, чија се исхрана састоји од воћа, лишћа, младица грања и понекад инсеката који сачињавају само 1-2% њихове исхране.
Скоро све гориле имају исту крвну групу (B), и као људи, имају индвидуалне отиске прстију.

## Понашање
Горила са сребрним леђима је одрасли мужјак, старији од 12 година, назван по карактеристичном прамену сребрне длаке на својим леђима. Има велике очњаке који расту када горила достигне полну зрелост. Они су снажни, доминантни мужјаци и водећи у чопору. Чопор се обично састоји од 5 до 30 горила, међу којима он одлучује о свему, руководи чопором, решава све сукобе, проналази изворе хране и води бригу о безбедности групе.
Млађи мужјаци са око 11 година почињу да напуштају свој оригинални чопор, путујући сами, или са другим мужјацима око 2-5 година, док не буду довољно зрели да привуку женке и оснују сопствену групу, и наравно почну да се размножавају.
Ако буде изазван од стране млађег или уљеза гориле, мужјак са сребрним леђима ће почети да вришти, удара у своје груди, ломи грање, и коначно појуришаће у напад. Ако вођа угине или буде убијен, група ће се раздвојити и почети да тражи другог вођу који ће се старати о њима. Повремено, један мужјак може да преузме цео чопор под своју заштиту. Тада постоји шанса да ће нови мужјак убити све младунце мртвог мужјака.

## Интелигенција
Гориле су у веома блиском сродству са људима и сматра се да су високо интелигентне животиње. Неколицина горила у заточеништву, као Коко, научило је језик знакова.

## Еволуција и класификација
Најближи рођаци горила су друга два Homininae рода, шимпанзе и људи, сви су се одвојили од заједничког претка пре око 7 милиона година. Секвенце људских гена разликују се у просеку само 1,6% од секвенци одговарајућих гена гориле, али постоји додатна разлика у томе колико копија сваки ген има. До недавно, сматрало се да су гориле једна врста, са три подврсте: западна равничарска горила, источна равничарска горила и планинска горила. Сада постоји сагласност да постоје две врсте, свака са две подврсте. У скорије време, за трећу подврсту се тврдило да постоји у једној од врста. Одвојене врсте и подврсте су се развиле од једне врсте горила током леденог доба, када су се њихова шумска станишта смањила и постала изолована једно од другог.
Приматолози настављају да истражују односе између различитих популација горила. Врсте и подврсте које су овде наведене су оне око којих се већина научника слаже.
|  | \| \| људи (род Homo) \| \| \| \| \| \| шимпанзе (род Pan) \| \| \| \| |
|  |                                                                        |
|  | гориле (род Gorilla)                                                   |
|  |                                                                        |
|  | људи (род Homo)                                                        |
|  |                                                                        |
|  | шимпанзе (род Pan)                                                     |
|  |                                                                        |

|  | људи (род Homo)    |
|  |                    |
|  | шимпанзе (род Pan) |
|  |                    |

|  | \| \| људи (род Homo) \| \| \| \| \| \| шимпанзе (род Pan) \| \| \| \| |
|  |                                                                        |
|  | гориле (род Gorilla)                                                   |
|  |                                                                        |
|  | људи (род Homo)                                                        |
|  |                                                                        |
|  | шимпанзе (род Pan)                                                     |
|  |                                                                        |

|  | људи (род Homo)    |
|  |                    |
|  | шимпанзе (род Pan) |
|  |                    |

|  | \| \| људи (род Homo) \| \| \| \| \| \| шимпанзе (род Pan) \| \| \| \| |
|  |                                                                        |
|  | гориле (род Gorilla)                                                   |
|  |                                                                        |
|  | људи (род Homo)                                                        |
|  |                                                                        |
|  | шимпанзе (род Pan)                                                     |
|  |                                                                        |

|  | људи (род Homo)    |
|  |                    |
|  | шимпанзе (род Pan) |
|  |                    |

|  | \| \| људи (род Homo) \| \| \| \| \| \| шимпанзе (род Pan) \| \| \| \| |
|  |                                                                        |
|  | гориле (род Gorilla)                                                   |
|  |                                                                        |
|  | људи (род Homo)                                                        |
|  |                                                                        |
|  | шимпанзе (род Pan)                                                     |
|  |                                                                        |

|  | људи (род Homo)    |
|  |                    |
|  | шимпанзе (род Pan) |
|  |                    |

|  | \| \| људи (род Homo) \| \| \| \| \| \| шимпанзе (род Pan) \| \| \| \| |
|  |                                                                        |
|  | гориле (род Gorilla)                                                   |
|  |                                                                        |
|  | људи (род Homo)                                                        |
|  |                                                                        |
|  | шимпанзе (род Pan)                                                     |
|  |                                                                        |

|  | људи (род Homo)    |
|  |                    |
|  | шимпанзе (род Pan) |
|  |                    |

|  | \| \| људи (род Homo) \| \| \| \| \| \| шимпанзе (род Pan) \| \| \| \| |
|  |                                                                        |
|  | гориле (род Gorilla)                                                   |
|  |                                                                        |
|  | људи (род Homo)                                                        |
|  |                                                                        |
|  | шимпанзе (род Pan)                                                     |
|  |                                                                        |

|  | људи (род Homo)    |
|  |                    |
|  | шимпанзе (род Pan) |
|  |                    |

|  | \| \| људи (род Homo) \| \| \| \| \| \| шимпанзе (род Pan) \| \| \| \| |
|  |                                                                        |
|  | гориле (род Gorilla)                                                   |
|  |                                                                        |
|  | људи (род Homo)                                                        |
|  |                                                                        |
|  | шимпанзе (род Pan)                                                     |
|  |                                                                        |

|  | људи (род Homo)    |
|  |                    |
|  | шимпанзе (род Pan) |
|  |                    |

|  | \| \| људи (род Homo) \| \| \| \| \| \| шимпанзе (род Pan) \| \| \| \| |
|  |                                                                        |
|  | гориле (род Gorilla)                                                   |
|  |                                                                        |
|  | људи (род Homo)                                                        |
|  |                                                                        |
|  | шимпанзе (род Pan)                                                     |
|  |                                                                        |

|  | људи (род Homo)    |
|  |                    |
|  | шимпанзе (род Pan) |
|  |                    |

Предложена трећа подврста Gorilla beringei, која још није добила триномен, је популација планинске гориле Бвинди, која се понекад назива и Бвиндска горила.
Неке варијације које разликују класификације горила укључују различиту густину, величину, боју длаке, дужину, културу и ширину лица. Популациона генетика низијских горила сугерише да су се западне и источне равничарске популације разишле пре око 261 хиљада година.

## Статус
Обе врсте горила су угрожене и биле су предмет интензивне ловокрађе дуг период. Уништавање природног станишта и трговина месом су довеле до овога. Због вируса ебола, 2004. године, дошло је до нестанка популације од неколико стотина горила у Националном парку Одзали, у републици Конго. Недавна студија је објавила да је овај вирус доскора убио више од 5.000 горила у централној Африци.

## Занимљивости
- Две гориле никад немају исте носеве, штавише, научници често идентификују ова створења по облику отисака њихових носева.
- Гориле стварају 15 распознатљивих звукова који имају својствена значења.
- Иако многи мисле да гориле спадају у ред човеколиких мајмуна та тврдња није тачна. Особине и ДНК горила нису сличне нити једној врсти мајмуна па су због те чињенице 1987. године проглашене засебном врстом.